# Ctenopelma
Ctenopelma is een geslacht van insecten uit de orde vliesvleugeligen (Hymenoptera) en de familie Ichneumonidae.

## Soorten
- C. acantholydae Barron, 1981
- C. albidum Barron, 1981
- C. albipes Barron, 1981
- C. altitudinis (Heinrich, 1953)
- C. areolatum (Davis, 1897)
- C. athimi Kriechbaumer, 1896
- C. balsameae Barron, 1981
- C. bicolor Barron, 1981
- C. boreale Holmgren, 1857
- C. boreoalpinum Heinrich, 1949
- C. brevicorne Kuzin, 1950
- C. cephalciae Barron, 1981
- C. crassicorne Walley, 1941
- C. croceum Walley, 1941
- C. defectivum Tschek, 1869
- C. elegantulum Schmiedeknecht, 1913
- C. erythrocephalae Barron, 1981
- C. fascipenne Barron, 1981
- C. flammator Aubert, 1985
- C. fulvescens Barron, 1981
- C. karafutonis (Matsumura, 1911)
- C. labradorense (Davis, 1897)
- C. lapponicum Holmgren, 1857
- C. latigaster Barron, 1981
- C. longicrus Barron, 1981
- C. luciferum (Gravenhorst, 1829)
- C. melanothoracicum Sheng, 2009
- C. neurotomae Barron, 1981
- C. nigriceps Barron, 1981
- C. nigricorne (Provancher, 1886)
- C. nigripenne (Gravenhorst, 1829)
- C. nigrum Holmgren, 1857
- C. orientale Kasparyan, 2004
- C. parvator Aubert, 1985
- C. petiolatum Barron, 1981
- C. rufescentis Sheng, 2009
- C. ruficeps Barron, 1981
- C. ruficorne Holmgren, 1857
- C. ruficoxator Aubert, 1987
- C. rufifemur Barron, 1981
- C. rufigaster Barron, 1981
- C. rufiventre (Gravenhorst, 1829)
- C. sanguineum (Provancher, 1875)
- C. tenuigaster Barron, 1981
- C. tenuitor Aubert, 1987
- C. tomentosum (Desvignes, 1856)